# Петар Налић
Петар Андрејевич Налић (рус. Пётр Андре́евич На́лич; Москва, 30. април 1981) руски је певач и композитор босанскохерцеговачког порекла, који је представљао Русију на Песми Евровизије 2010. у Ослу.

## Биографија
Петар Налић је рођен у Москви у породици Андреја Налића и Валентине Марковне.
Петров деда Захид Налић, био је први босанскохерцеговачки оперски певач из Тузле, који је био тенор у опери у Београду. За време Другог светског рата Захид је одведен у Логор Јасеновац, где су му усташе повредиле гркљан, али је спасен и отишао је у Совјетски Савез 1944. године.
Петар је постао познат у Русији након што је 2007. године на Јутјубу објавио клип његове песме „Gitar (Гитара)“ (где се исмејава "поквареном" енглеском акценту, текстовима и сумњивим квалитетима монтаже филма). Уследили су интервјуи и чланци о Петру у неким руским листовима. Песма „Гитара” је најпопуларнија у Грчкој, Немачкој и Словачкој.

Бенд Петар Налић и пријатељи је изабран да представља Русију на Евровизији 2010. године у Ослу, заузели су 11. место.

### Чланови бенда
- Петар Налић – глас, гитара, клавир, хармоника
- Јура Костенко – саксофон, флаута, клавир
- Сергеј Соколов – домра, гитара, глас
- Костја Швецов – гитара
- Дима Симонов – бас
- Денис Маринкин – бубњеви

## Дискографија

### Албуми
- 2008 – Радость простых мелодий [9]
- 2010 – Весёлые Бабури